# کولتون (کنتاکی)
کولتون (به انگلیسی: Coalton) یک منطقهٔ مسکونی در ایالات متحده آمریکا است که در شهرستان بوید، کنتاکی واقع شده‌است.